# Elza Radziņa
Elza Radziņa (ros. Эльза Яновна Радзиня, Elza Janowna Radzinia; ur. 28 stycznia?/10 lutego 1917 w Charkowie, zm. 18 sierpnia 2005 w Rydze) – radziecka i łotewska aktorka filmowa i teatralna.
Pochowana na Cmentarzu Leśnym w Rydze.

## Filmografia
- 1964: Hamlet jako Królowa Gertruda

## Odznaczenia
- Ludowy Artysta ZSRR
- Zasłużony Artysta Łotewskiej SRR